# Gvidonas
Gvidonas ist ein litauischer männlicher Vorname, abgeleitet von Guidon. Abkürzung ist Gvidas.

## Namensträger
- Gvidonas Markevičius (* 1969),  Basketballspieler und Trainer